# Hymenogyne
Hymenogyne je biljni rod iz porodice čupavica, smješten u tribus Apatesieae, dio potporodice Ruschioideae. 
Priznate su dvije vrste, obje sukulentni polugrmovi iz južnoafričklih provincija Northern Cape i Western Cape

## Vrste
1. Hymenogyne conica L.Bolus
2. Hymenogyne glabra (Aiton) Haw.; dvije podvrste.

## Sinonimi
Nema.